# Перегородка Билла
Перегородка Билла (англ. Bill's Bar; также известна как вертикальный гребень) — анатомическая структура, расположенная в верхней части внутреннего слухового прохода, разделяющая его на передний и задний отделы. Представляет собой узкую перегородку между лицевым (расположен кпереди) и верхним вестибулярным (расположен кзади) нервами. 

## Этимология
Перегородка Билла названа так известным американским отологом из Института уха в Лос-Анджелесе Уильямом Ф. Хаусом, в честь его коллеги «Доктора Билла». В разной литературе данное образование названо по-разному. Часто перегородку Билла называют вертикальным гребнем. В популярном русскоязычном учебном пособии Стратиевой О.В. по клинической анатомии уха перегородка Билла не выделяется как отдельное анатомическое образование, а серповидный гребень там назван поперечным. В монографии Косякова С.Я. по отохирургии данное образование названо, как перегородка Билля, указан синоним — вертикальный гребень.

## Клиническое значение
Перегородка Билла является одним из ориентиров при операциях в области мосто-мозжечкового угла через ретросигмоидальную краниотомию. Кроме того, образование можно обнаружить и при работе на самом среднем ухе при глубокой диссекции тимпанальной и лабиринтной порций лицевого нерва, например, при удалении обширной холестеатомы, или транслабиринтном доступе к вестибулярной шванноме.